# Hamza
La hamza (in arabo همزة‎?) è una lettera utilizzata nella lingua araba, di uso comune ma che non fa parte delle 28 lettere canoniche dell'alfabeto arabo.

## Origine
Negli alfabeti fenicio e aramaico il colpo di glottide era rappresentato dalla lettera aleph, da cui è discesa direttamente la lettera dell'alfabeto arabo alif. Tuttavia questa lettera, oltre a rappresentare questo fono, rappresentava anche la vocale lunga [aː]. Al fine di evitare fraintendimenti nella scrittura, si incomincò ad aggiungere una hamza al di sopra dell'alif quando doveva rappresentare il colpo di glottide.
Per quanto solitamente necessiti dell'appoggio di una alif, nella scrittura moderna a volte la hamza può trovarsi sulla linea di scrittura, come se fosse una normale lettera, e quindi non legata a nessun'altra lettera.

## Fonetica
Foneticamente rappresenta il colpo di glottide (occlusiva glottidale sorda [ʔ]).

## Scrittura e traslitterazione
La hamza viene scritta in varie forme in funzione della lettera a cui si appoggia:
- isolata: ء ;
- legata a una lettera:
  - أ e إ (sopra e sotto una alif)
  - ؤ (sopra una wāw)
  - ئ (sopra una yāʼ senza i punti, anche chiamata yāʼ hamza).

## Ortografia
In posizione iniziale la hamza è sempre posta sopra o sotto una alif. Negli altri casi può essere sorretta da vocali. Se è preceduta da vocali lunghe o dittonghi, tuttavia, viene ignorata. Se ci sono due o più vocali che sono in conflitto per accompagnare la hamza, si segue la seguente scala: /i/ /u/ /a/. Se non ci sono vocali viene scritta sulla linea.
La hamza, specialmente se all'interno della parola, è scritta su una consonante che si sceglie in base a schemi precisi ma estremamente complessi, ragion per cui l'uso si può imparare in parte a memoria tramite esempi concreti e in parte con l'intuito. Ad ogni modo, si espongono in breve gli schemi per non commettere errori ortografici, fermo restando che la consultazione di un dizionario o di un buon traduttore online sbroglia i dubbi di scrittura e che esiste qualche eccezione usata pure da grandi letterati:
Nella scrittura possono verificarsi tre casi in funzione della sua posizione nella parola:
- in posizione iniziale
è sempre scritta legata a una alif: sopra di essa se la vocale che segue è una /a/ o una /u/, sotto di essa se è una /i/;
se è seguita da una /a/ lunga, è necessario inserire una alif madda.
- in posizione finale
se preceduta da una vocale corta, la hamza viene scritta sopra la lettera relativa alla vocale (alif per la /a/, wāw per la /u/, yāʼ per la /i/);
negli altri casi, la hamza è scritta sulla linea come una normale lettera.
- in posizione centrale
se è preceduta da una vocale lunga o da un dittongo, la lettera su cui si appoggia si determina secondo le seguenti regole:
  - se è seguita da una /i/ o una /u/ è scritta sopra una yāʼ o una wāw rispettivamente;
  - negli altri casi è scritta sulla linea. Se è preceduta da una yāʼ, tuttavia, la scrittura sulla linea potrebbe entrare in conflitto con la legatura tra questa lettera e la successiva; per questo motivo si scrive al di sopra della yāʼ.

negli altri casi sia le vocali precedenti sia quelle successive la hamza hanno effetto sulla stessa:
  - se c'è una sola vocale, o due vocali dello stesso tipo, la hamza si lega a quella vocale;
  - se due vocali entrano in conflitto, /i/ ha la precedenza su /u/, che ha la precedenza su /a/;
  - se necessario si mette una alif madda.

## Esempi di vocaboli con la hamza
Si offrono alcuni esempi di questa tipologia di parole, siccome la scrittura della hamza specialmente dentro la parola è soggetta a regole complesse. Degli esempi concreti danno una vaga idea di come funzioni, a meno che si impari la grafia a memoria caso per caso o si faccia una via di mezzo: سأل sa’ala (chiedere), الفأر al-fa’r (il topo), الفئران al-fi’rān (i topi), الرأس ar-ra’s (la testa), الرئيس ar-ra’īs (la testa/il capo), رؤساء ru’asā’ (teste/i boss), قرأ qara’a (leggere), الرأي ar-ra’y (l'opinione), المرأة al-mar’a (la donna), بدأ bada’a (iniziare), المبدأ al-mabda’ (il principio), المساء al-masā’ (la sera/le sere), القرآن al-Qur’ān (il Corano), ثأر ṯa’r (vendetta), المستأجر al-musta’ǧir (il prestatore), زأر za’ara (ruggire), الملجأ al-malǧa’ (il riparo), متأنق muta’anniq (elegante, abbastanza raro), بؤس bu’s (misera), مسؤول mas’ūl (responsabile), مائة mi’a (cento), هيئة hay’a (organizzazione), شيء šay’ (cosa), أصدقاء ’aṣdiqā’ (amici), لقاء liqā’ (incontro), جرؤ ǧaru’a (osare), نباء nabā’ (notizia), نبوءة nabū’a (profezia), ضوء ḍau’ (luce), جزء ǧuz’ (parte), لان li-’anna (perché), أسر ’asara (catturare), أمل ’amala (sperare), يأمل ya’mulu (lui spera), أخذ ’aḫaḏa (prendere), يأخذ ya’ḫuḏu (lui prende), أكل ’akala (mangiare), يأكل ya’kulu (lui mangia).
Nei dizionari e grammatiche sono reperibili molte altre parole simili, che permettono di capire come funziona la grafia della hamza in questi casi. Le eccezioni agli schemi sono sporadiche e possono essere trovate pure nella letteratura di grandi autori.

## Fonti
- Faruk Abu-Chacra, Arabic. An Essential Grammar, Routledge, Londra e New York, 2007.